# Nidógeno
Los nidógenos, antes conocidos como entactinas, son una familia de glicoproteínas monoméricas sulfatadas ubicadas en la lámina basal. Se han identificado dos nidógenos en los seres humanos: el nidógeno-1 (NID1) y el nidógeno-2 (NID2). Cabe destacar que los vertebrados siguen siendo capaces de estabilizar la membrana basal en ausencia de cualquiera de los nidógenos identificados. En cambio, los que carecen tanto de nidógeno-1 como de nidógeno-2, suelen morir prematuramente durante el desarrollo embrionario como resultado de defectos existentes en el corazón y los pulmones. Se ha demostrado que el nidógeno desempeña un papel crucial durante la organogénesis en el desarrollo embrionario tardío, en particular en el desarrollo cardíaco y pulmonar. Desde una perspectiva evolutiva, los nidógenos se conservan en gran medida en los vertebrados e invertebrados, conservando su capacidad de unirse a la lámina.
En los nematodos, el nidógeno-1 es necesario para la guía de los axones, pero no para el ensamblaje de la membrana basal.